# Vojnovice (vojenský újezd Libavá)
Vojnovice (německy Kriegsdorf) je zaniklá vesnice východně od Města Libavá ve vojenském újezdu Libavá v Oderských vrších (části pohoří Nízký Jeseník) v okrese Olomouc v Olomouckém kraji. Nacházela se u silnice z Města Libavé do Rudoltovic v údolí řeky Odry, pod vrchem Kamenná, v nadmořské výšce cca 450 m. Vojnovice jsou bývalou nejníže položenou obcí ve vojenském újezdu Libavá a také první vesnicí, kterou řeka Odra protékala. Mimo vyhrazené dny v roce je vesnice a její okolí veřejnosti nepřístupné.

## Historie
První písemná zpráva o vesnici je z r. 1504 v jako součást libavského statku (listina, olomoucký biskup Stanislav I. Thurzo). V r. 1589 byl postaven filiální kostel svaté Trojice (na úpatí kopce Kamenná německy Steinberg, 568 m n. m.), avšak na jeho věžním zvonu byl letopočet 1403. Do r. 1789 patřily Vojnovice k libavské farnosti a pak byly pod patronací piaristů ze Staré Vody. Škola zde byla od r. 1779 nebo od 1793 a prošla, společně s kostelem, rekonstrukcí v letech 1845-1846. Nová škola byla postavena v r. 1880 nebo 1884. Prvotní český název obce "Wogrovice" se objevil až v polovině 19. století.
Po odsunu německého obyvatelstva v r. 1946 a vzniku vojenského prostoru, byla vesnice používána jako vojenská ubytovna. Obec pak demolováním zanikla v 60. letech 20. století.
Ve Vojnovicích byl také vodní mlýn s mlýnským kolem a později i turbínou ze 40. let 20. století (poslední mlynář se jmenoval Demel), výroba lihu, sýrů, záložna, 2 hostince, 3 obchody, lom, hasičské aj. spolky a také hřbitov s márnicí.
Nad vesnicí na Oderském vrchu u polní cesty stojí poškozená socha Panny Marie z r. 1912 postavená mlynářem Demelem.
Pod bývalým kostelem byl vyvrácen a v r. 1996 znovu obnoven a vysvěcen desetitunový žulový obelisk - památník obětem 1. světové války.
Mezi obcemi Vojnovice a Stará Voda bývala zaniklá osada Baltsdorf, jejíž poloha je neznámá. Tato osada je zmíněna v urbáři při Libavé jako již pustá v roce 1581.

## Obyvatelstvo
| Rok            | 1921 | 1930               | 1944 | 1946 |
| Počet obyvatel | 231  | 222 (z toho 1 čs.) | 259  | 0    |
| Počet domů     | 60   | 49                 | ?    | ?    |

## Další informace
Jižně od vesnice za řekou Odrou se nachází místo „U kapličky“, kde stále ještě je rudoltovická „hřbitovní“ kaplička. Byla prý postavená jako pokání za zabití manželky, která zde byla i pohřbena. Kaple byla restaurována.
V jižní části bývalé vesnice teče Lazský potok, který se zde také vlévá zleva do Odry.
Obvykle jedenkrát ročně může být místo a jeho okolí přístupné veřejnosti v rámci cyklo-turistické akce Bílý kámen.

## Galerie

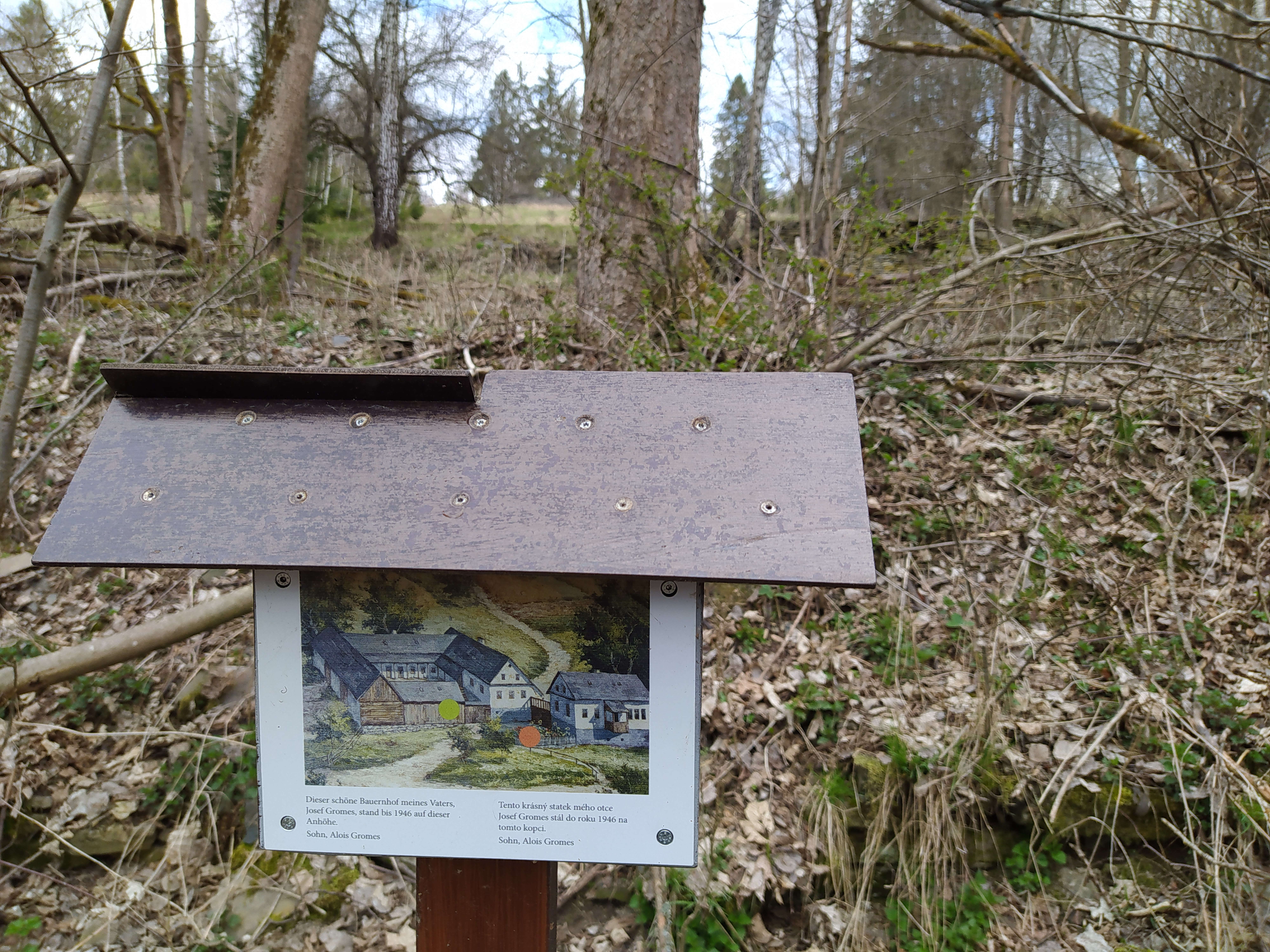
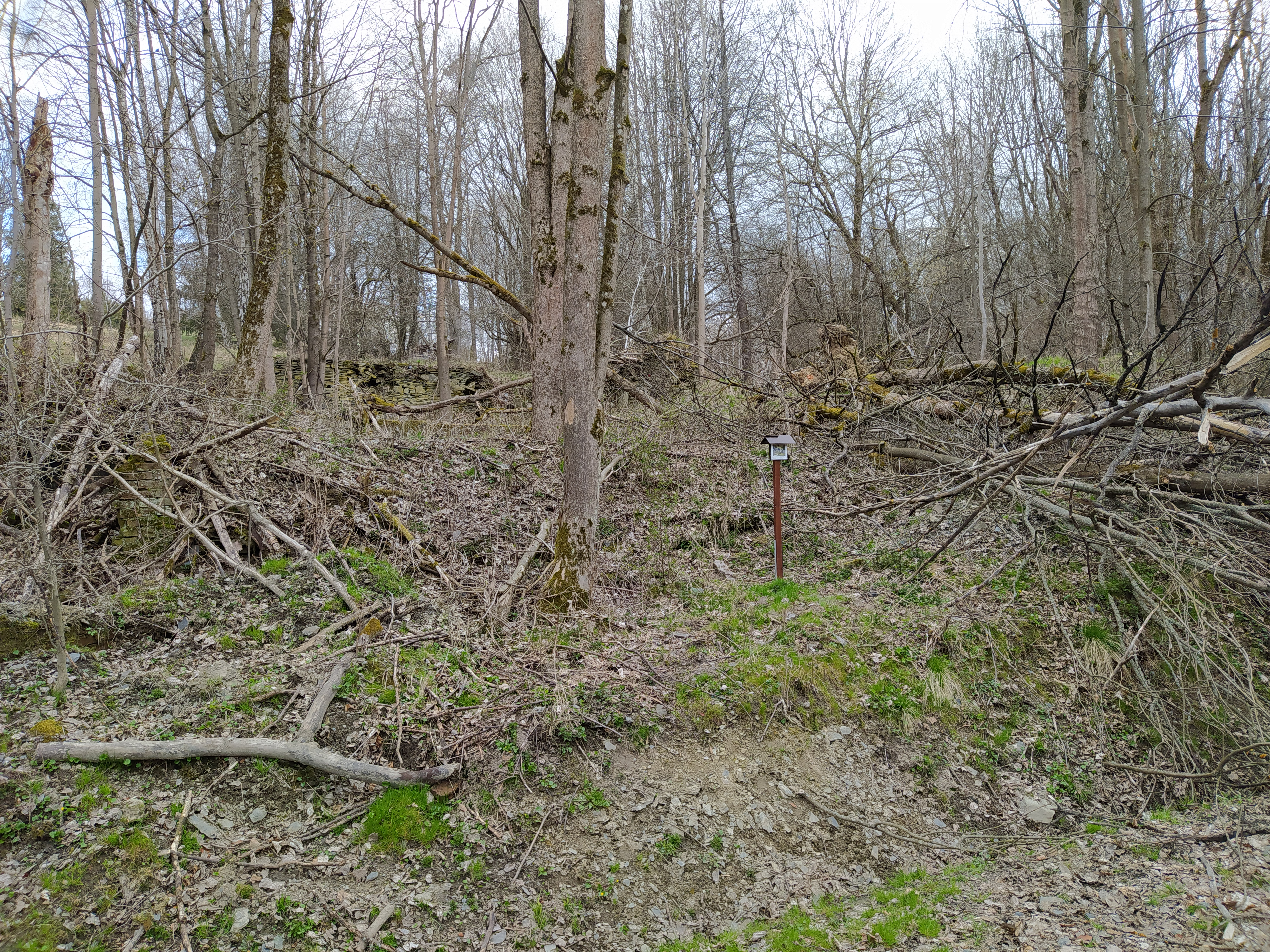
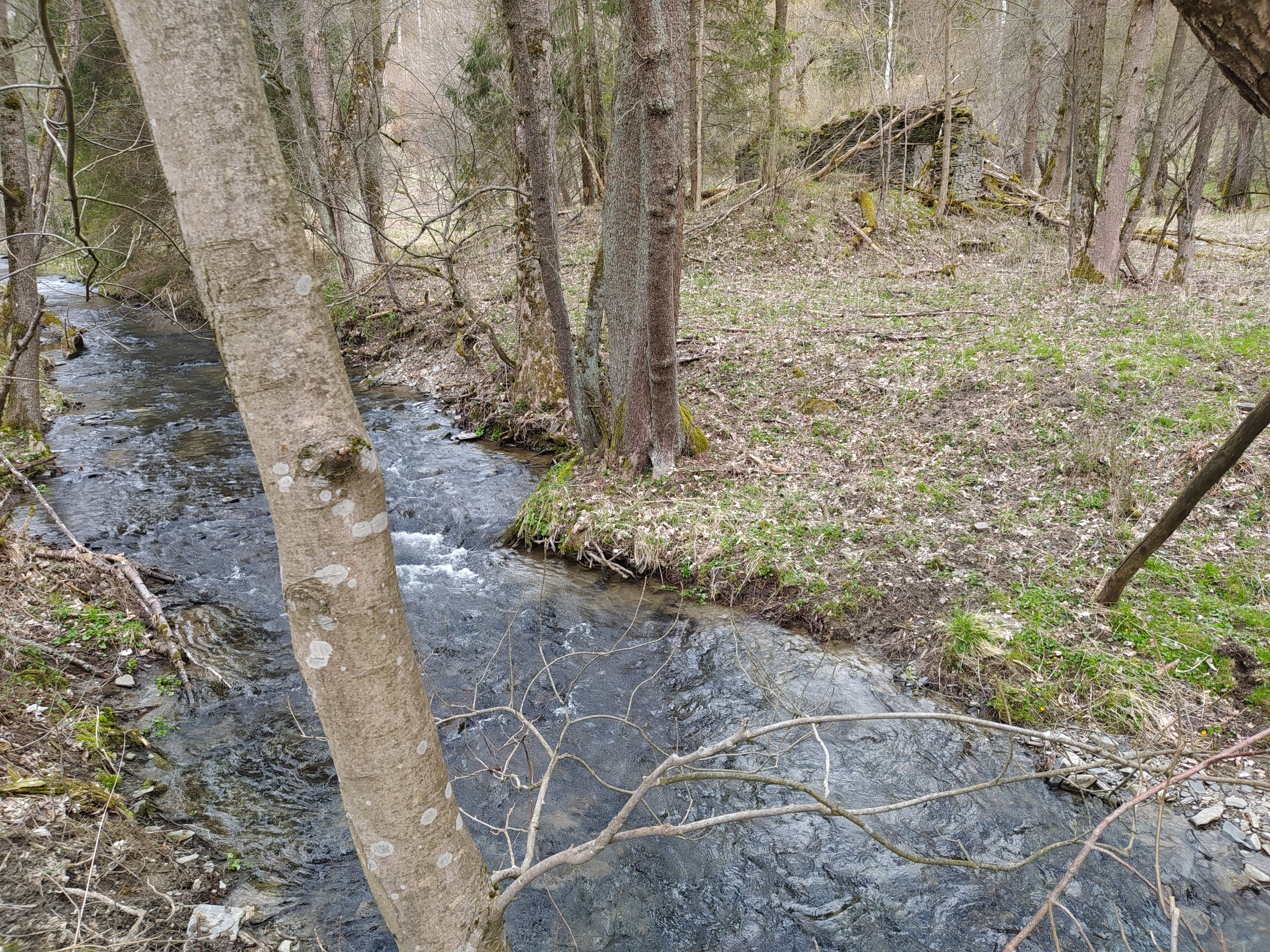
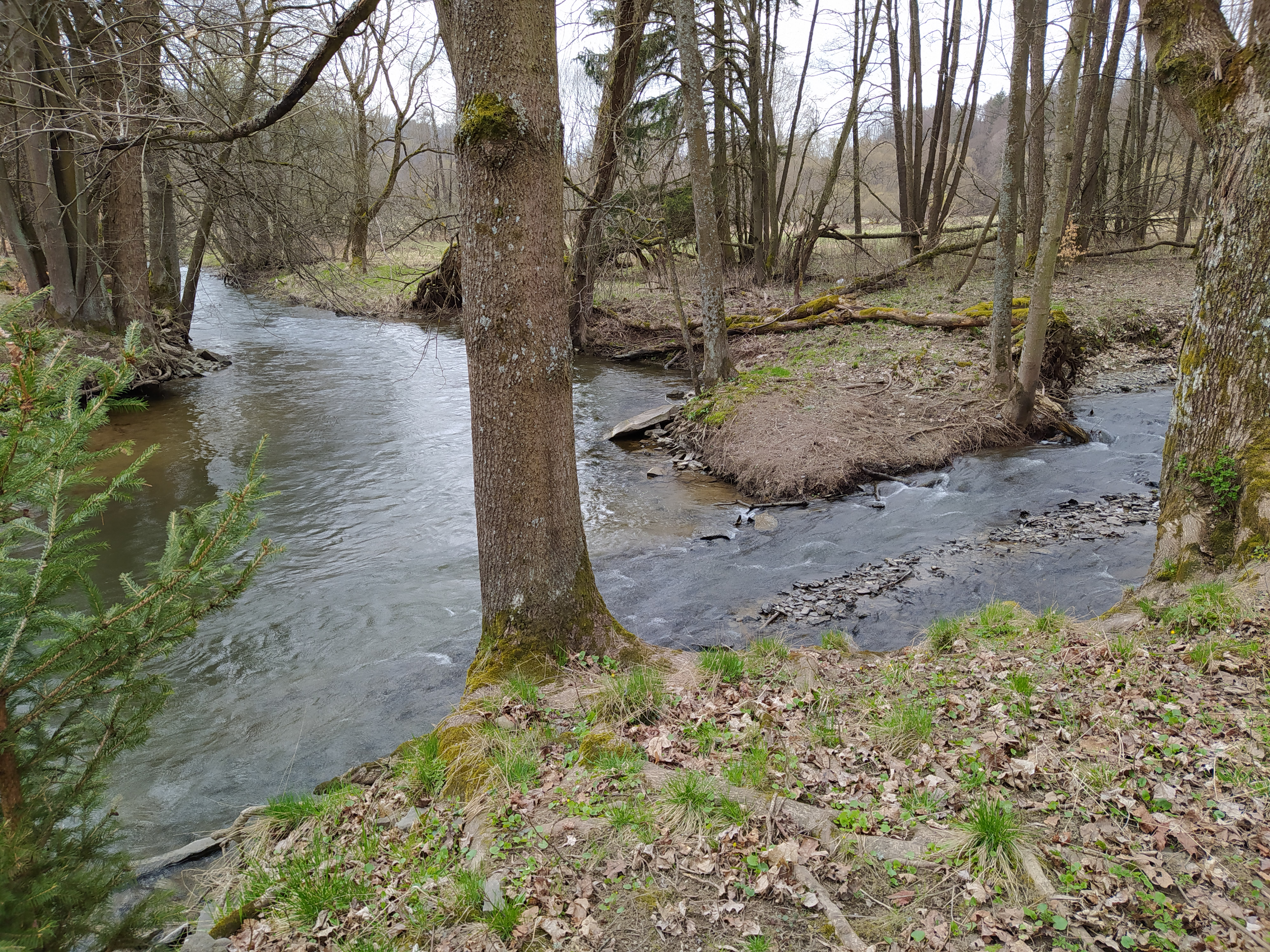
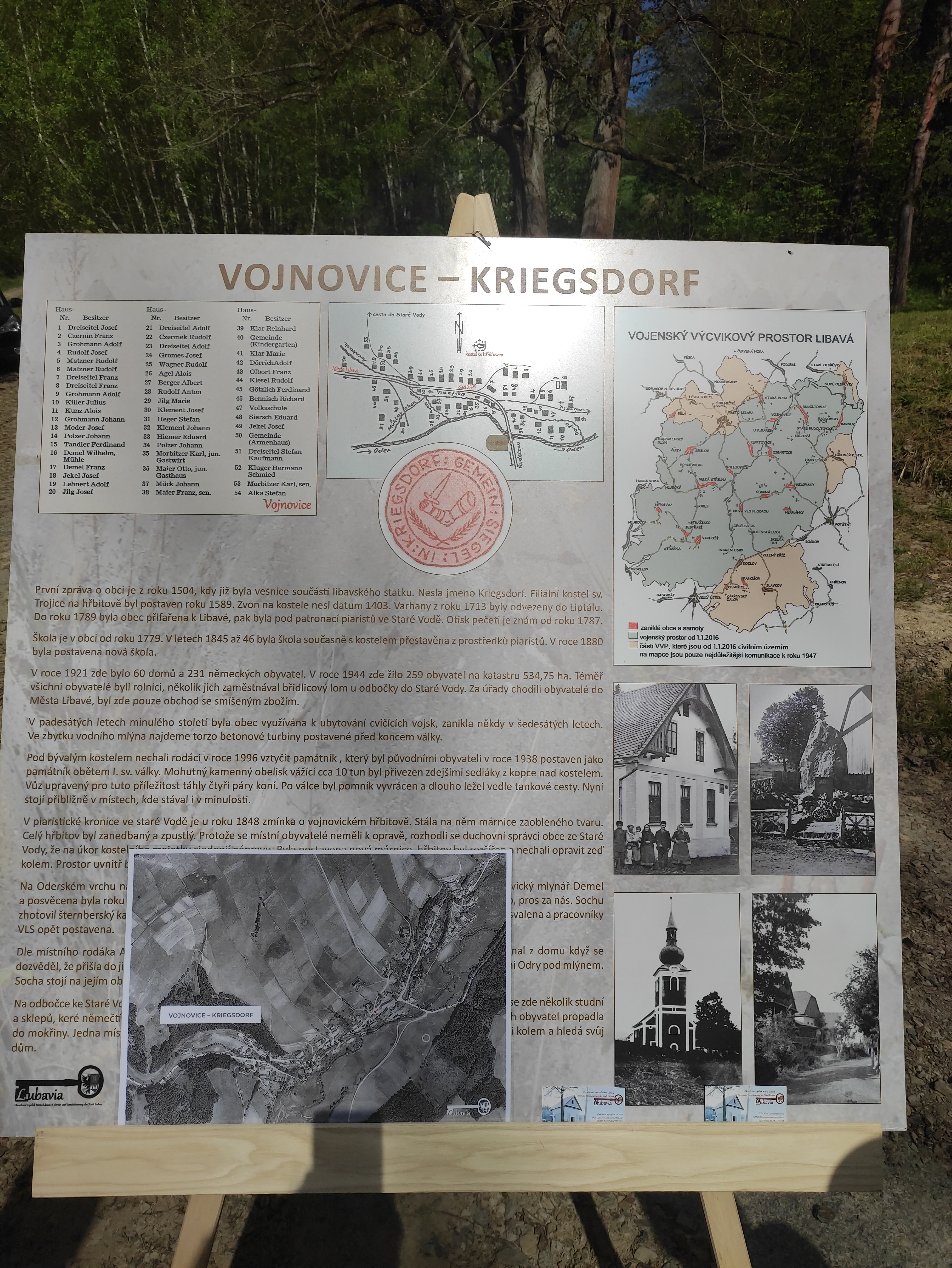
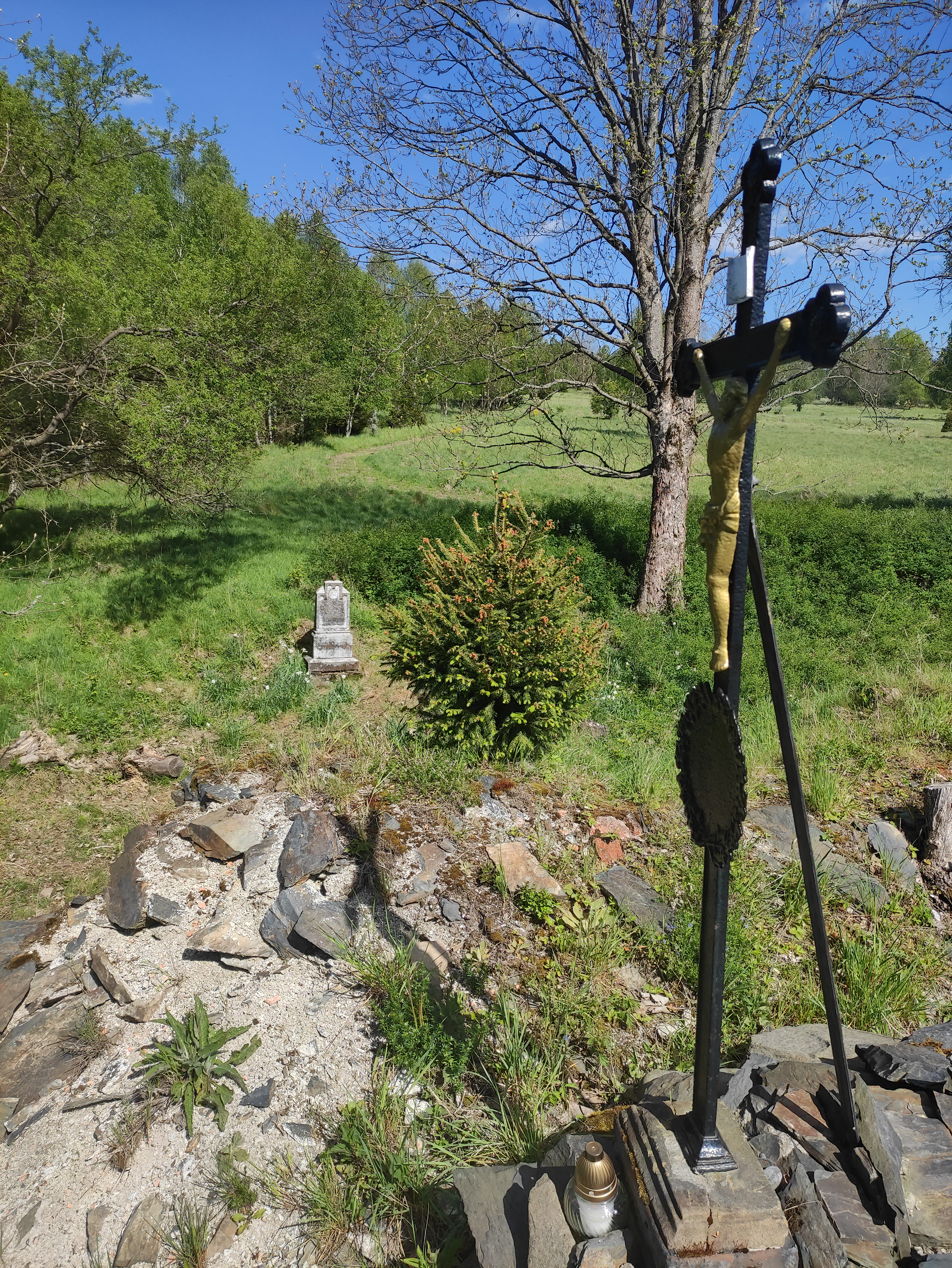